# Мотопланер
Мотопла́нер — летательный аппарат тяжелее воздуха с жёстким крылом, оборудованный двигательной установкой и предназначенный для продолжительного планирующего полёта, как и обычный планёр.
Большинство мотопланеров оснащены пропеллером; для уменьшения лобового сопротивления в безмоторном полёте пропеллер либо втягивается в фюзеляж, либо его лопасти флюгируются или складываются. Мотопланер позволяет пилоту, используя тягу двигателя, преодолеть недостатки обычных планеров — например, обеспечить надёжное возвращение на аэродром базирования несмотря на испортившуюся погоду или малый профессионализм в управлении планером, тем самым значительно уменьшить финансовые расходы и потраченное время на эвакуацию из места посадки обычного планера. Мотопланеры часто классифицируют по типу пропеллера, а также по предназначению.

## Туристический мотопланер
Так, мотопланеры с обычным или флюгирующим пропеллером обычно относят к туристическим мотопланерам. Они предназначены для самостоятельного взлёта и крейсерского полёта с тягой, как у обычного самолёта, но в отличие от последних способны длительное время планировать с выключенным двигателем. Такой мотопланер обычно оснащают одним двигателем с тянущим пропеллером на носу, аналогично самолётам лёгкой авиации, однако больший размах крыла (или, точнее, большее удлинение крыла) увеличивает максимальное аэродинамическое качество. Большинство туристических мотопланеров имеют двигатели мощностью 60 — 100 л.с., крейсерскую скорость порядка 160 — 190 км/ч, топливные баки объёмом 50 — 100 л., позволяющие пролетать до 830 км.
Некоторые мотопланеры оснащены складывающимся крылом, что позволяет вместить его в стандартный ангар.
Возможность самостоятельного взлёта позволяет пилоту обойтись без буксирного самолёта или наземного пускового оборудования, однако увеличивает стоимость, сложность и массу летательного аппарата, а также ухудшает аэродинамику по сравнению с обычным безмоторным планером.
- Stemme S10

## Выдвигающийся пропеллер
Выдвигающийся пропеллер обычно устанавливается в мотопланере на мачте, поднимаемой при его использовании, а при планировании опускаемой внутрь фюзеляжа через люк. При этом привод пропеллера осуществляется через ременную передачу от двигателя, также установленного внутри фюзеляжа. Во избежание перегрева, радиатор в таких конструкциях устанавливают на той же мачте (см.рис. справа).
В некоторых конструкциях винтомоторная установка выдвигается полностью, выходя вверх из пространства фюзеляжа за кабиной экипажа.
В отличие от туристического мотопланера, данный тип мотопланеров обычно оснащают буксирным крюком.